# Lista odcinków serialu Kłamstwa na sprzedaż
Kłamstwa na sprzedaż to amerykański serial, wyprodukowany przez Crescendo Productions, Totally Commercial Films, Refugee Productions, Matthew Carnahan Circus Products oraz Showtime Newtorks i emitowany w stacji Showtime od 8 stycznia 2012 roku.

## Przegląd sezonów
| Seria | Seria | Liczba odcinków | Czas emisji                                                          |
| ----- | ----- | --------------- | -------------------------------------------------------------------- |
|       | 1     | 12              | 8 stycznia 2012 – 1 kwietnia 2012 1 czerwca 2012 – 17 sierpnia 2012  |
|       | 2     | 12              | 13 stycznia 2013 - 7 kwietnia 2013 1 czerwca 2013 - 17 sierpnia 2013 |
|       | 3     | 12              | 12 stycznia 2014 - 6 kwietnia 2014 1 czerwca 2014 - 17 sierpnia 2014 |
|       | 4     | 12              | 11 stycznia 2015 - 29 marca 2015 5 czerwca 2015 - sierpień 2015      |
|       | 5     | 12              | 10 kwietnia 2016 - 12 czerwca 2016 - 2016                            |

## Odcinki

### Sezon 1
| Nr | Tytuł                                   | Reżyseria            | Scenariusz                       | Premiera (Showtime) | Premiera w Polsce (n VOD) |
| -- | --------------------------------------- | -------------------- | -------------------------------- | ------------------- | ------------------------- |
| 1  | Gods of Dangerous Financial Instruments | Stephen Hopkins      | Matthew Carnahan                 | 8 stycznia 2012     | 1 czerwca 2012            |
| 2  | Amsterdam                               | Stephen Hopkins      | Matthew Carnahan                 | 15 stycznia 2012    | 8 czerwca 2012            |
| 3  | Microphallus                            | Seith Mann           | Matthew Carnahan                 | 22 stycznia 2012    | 15 czerwca 2012           |
| 4  | Mini-Mogul                              | Stephen Hopkins      | Kate Garwood & Karin Gist        | 29 stycznia 2012    | 22 czerwca 2012           |
| 5  | Utah                                    | Adam Bernstein       | David Walpert                    | 5 lutego 2012       | 29 czerwca 2012           |
| 6  | Our Descent Into Los Angeles            | Stephen Hopskins     | Matthew Carnahan & Devon Shepard | 12 lutego 20121     | 6 lipca 2012              |
| 7  | Bareback Town                           | Miguel Arteta        | Barbara Nance                    | 19 lutego 2012      | 13 lipca 2012             |
| 8  | Veritas                                 | Stephen Hopkins      | Wesley S. Nickerson III          | 4 marca 2012        | 20 lipca 2012             |
| 9  | Ouroboros                               | Stephen Kopkins      | Matthew Carnahan                 | 11 marca 2012       | 27 lipca 2012             |
| 10 | Prologue and Aftermath                  | Beth McCarthy Miller | Karen Gist                       | 18 marca 2012       | 3 sierpnia 2012           |
| 11 | Business                                | Stephen Hopkins      | David Walpert                    | 25 marca 2012       | 10 sierpnia 2012          |
| 12 | The Mayan Apocalypse                    | Matthew Carnahan     | Matthew Carnahan                 | 1 kwietnia 2012     | 17 sierpnia 2012          |

### Sezon 2
| Nr | Tytuł                                          | Reżyseria        | Scenariusz                            | Premiera (Showtime) | Premiera w Polsce (nSeriale) |
| -- | ---------------------------------------------- | ---------------- | ------------------------------------- | ------------------- | ---------------------------- |
| 1  | Stochasticity                                  | Stephen Hopkins  | Matthew Carnahan                      | 13 stycznia 2013    | 1 czerwca 2013               |
| 2  | When Dinosaurs Ruled the Planet                | Stephen Hopkins  | David Walpert                         | 20 stycznia 2013    | 8 czerwca 2013               |
| 3  | Man–date                                       | Stephen Hopkins  | Matthew Carnahan                      | 27 stycznia 2013    | 15 czerwca 2013              |
| 4  | Damonschildren.org                             | Stephen Hopkins  | Matthew Carnahan                      | 10 lutego 2013      | 22 czerwca 2013              |
| 5  | Sincerity is an Easy Disguise in This Business | Anton Cropper    | Karen Gist                            | 17 lutego 2013      | 29 czerwca 2013              |
| 6  | Family Values                                  | Stephen Hopkins  | Wesley S. Nickerson III               | 24 lutego 2013      | 6 lipca 2013                 |
| 7  | The Runner Stumbles                            | Stephen Hopkins  | Matthew Carnahan                      | 3 marca 2013        | 13 lipca 2013                |
| 8  | Wonders of the World                           | David Von Ancken | David Walpert                         | 10 marca 2013       | 20 lipca 2013                |
| 9  | Liability                                      | Stephen Hopkins  | Karen Gist                            | 17 marca 2013       | 27 lipca 2013                |
| 10 | Exit Strategy                                  | Adam Bernstein   | Wesley S. Nickerson III, Theo Travers | 24 marca 2013       | 3 sierpnia 2013              |
| 11 | Hostile Takeover                               | Stephen Hopkins  | Wesley S. Nickerson III, Theo Travers | 31 marca 2013       | 10 sierpnia 2013             |
| 12 | Til Death Do Us Part                           | Stephen Hopkins  | Matthew Carnahan, David Walpert       | 7 kwietnia 2013     | 17 sierpnia 2013             |

### Sezon 3
| Nr | Tytuł        | Reżyseria                | Scenariusz              | Premiera (Showtime) | Premiera w Polsce (nSeriale) |
| -- | ------------ | ------------------------ | ----------------------- | ------------------- | ---------------------------- |
| 1  | Wreckage     | Stephen Hopkins          | Matthew Carnahan        | 12 stycznia 2014    | 1 czerwca 2014               |
| 2  | Power        | Stephen Hopkins          | Matthew Carnahan        | 19 stycznia 2014    | 8 czerwca 2014               |
| 3  | Boom         | Stephen Hopkins          | David Walpert           | 26 stycznia 2014    | 15 czerwca 2014              |
| 4  | Associates   | Don Cheadle              | David Walpert           | 2 lutego 2014       | 22 czerwca 2014              |
| 5  | Soldiers     | Stephen Hopkins          | Jessika Borsiczky       | 9 lutego 2014       | 29 czerwca 2014              |
| 6  | Middlegame   | Stephen Hopkins          | Wesley S. Nickerson III | 16 lutego 2014      | 6 lipca 2014                 |
| 7  | Pushback     | Uta Briesewitz           | Taii K. Austin          | 23 lutego 2014      | 13 lipca 2014                |
| 8  | Brinkmanship | Daisy Von Scherler Mayer | Theo Travers            | 9 marca 2014        | 20 lipca 2014                |
| 9  | Zhang        | Stephen Hopkins          | Matthew Carnahan        | 16 marca 2014       | 27 lipca 2014                |
| 10 | Comeuppance  | Stephen Hopkins          | Wesley S. Nickerson III | 23 marca 2014       | 3 sierpnia 2014              |
| 11 | Together     | Stephen Hopkins          | David Walpert           | 30 marca 2014       | 10 sierpnia 2014             |
| 12 | Joshua       | Matthew Carnahan         | Matthew Carnahan        | 6 kwietnia 2014     | 17 sierpnia 2014             |

### Sezon 4 (2015)
19 lutego 2014 roku, stacja zamówiła 4 sezon serialu
| Nr | Tytuł                                                                                           | Reżyseria                | Scenariusz              | Premiera (Showtime) | Premiera w Polsce (nSeriale) |
| -- | ----------------------------------------------------------------------------------------------- | ------------------------ | ----------------------- | ------------------- | ---------------------------- |
| 1  | At the End of the Day, Reality Wins                                                             | Matthew Carnahan         | Matthew Carnahan        | 11 stycznia 2015    | 5 czerwca 2015               |
| 2  | I'm a Motherfucking Scorpion, That's Why                                                        | Daisy Von Scherler Mayer | David Walpert           | 18 stycznia 2015    | 8 czerwca 2015               |
| 3  | Entropy is Contagious                                                                           | Daisy Von Scherler Mayer | Matthew Carnahan        | 25 stycznia 2015    | 15 czerwca 2015              |
| 4  | We Can Always Just Overwhelm the Vagus Nerve with Another Sensation                             | Victor Nelli, Jr.        | David Walpert           | 1 lutego 2015       | 22 czerwca 2015              |
| 5  | The Urge to Save Humanity is Almost Always a Front for the Urge to Rule                         | Don Cheadle              | Wesley S. Nickerson III | 8 lutego 2015       | 29 czerwca 2015              |
| 6  | Trust Me, I'm Getting Plenty of Erections                                                       | John Dahl                | Jessica Borsiczky       | 15 lutego 2015      | 6 lipca 2015                 |
| 7  | The Next Olive Branch Goes Straight Up Your Ass                                                 | John Dahl                | Matthew Carnahan        | 1 marca 2015        | 13 lipca 2015                |
| 8  | He Didn't Mean That, Natalie Portman                                                            | Micheal Uppendhal        | Taii K. Austin          | 8 marca 2015        | 20 lipca 2015                |
| 9  | We're Going to Build a Mothership and Rule the Universe                                         | Micheal Uppendhal        | Theo Travers            | 15 marca 2015       | 27 lipca 2015                |
| 10 | Praise Money! Hallowed be Thy Name                                                              | Micheal Lehmann          | Wesley S. Nickerson III | 22 marca 2015       | 3 sierpnia 2015              |
| 11 | Everything's So F**king Obvious, I'm Starting to Wonder Why We're Even Having This Conversation | Daisy Von Scherler Mayer | David Walpert           | 29 marca 2015       | 10 sierpnia 2015             |
| 12 | It's a Box Inside a Box Inside a Box, Dipshit                                                   | Matthew Carnahan         | Matthew Carnahan        | 29 marca 2015       | 17 sierpnia 2015             |

### Sezon 5 (2016)
31 marca 2015 roku, stacja zamówiła 5 sezon serialu
| Nr | Tytuł                           | Reżyseria                | Scenariusz                             | Premiera (Showtime) | Premiera w Polsce (HBO 3) |
| -- | ------------------------------- | ------------------------ | -------------------------------------- | ------------------- | ------------------------- |
| 1  | Creative Destruction Phenomenon | Matthew Carnahan         | Matthew Carnahan                       | 10 kwietnia 2016    | 1 lipca 2016              |
| 2  | Game Theory                     | Don Cheadle              | David Walpert                          | 17 kwietnia 2016    | 8 lipca 2016              |
| 3  | Holacracy                       | Daisy Von Scherler Mayer | Matthew Carnahan                       | 24 kwietnia 2016    | 15 lipca 2016             |
| 4  | End State Vision                | Daisy Von Scherler Mayer | David Walpert                          | 1 maja 2016         | 22 lipca 2016             |
| 5  | Above Board Metrics             | Gary B. Goldman          | Wesley S. Nickerson III                | 8 maja 2016         | 29 lipca 2016             |
| 6  | Johari Window                   | Don Cheadle              | Theo Travers                           | 15 maja 2016        | 5 sierpnia 2016           |
| 7  | One-Eighty                      | Jessika Borsiczky        | Jessika Borsiczky                      | 22 maja 2016        | 12 sierpnia 2016          |
| 8  | Tragedy of the Common           | Craig Zisk               | Sarah Walker                           | 29 maja 2016        | 19 sierpnia 2016          |
| 9  | Violent Agreement               | Helen Hunt               | David Walpert, Wesley S. Nickerson III | 5 czerwca 2016      | 26 sierpnia 2016          |
| 10 | No Es Facil                     | Matthew Carnahan         | Matthew Carnahan                       | 12 czerwca 2016     | 2 września 2016           |